# Bracquemont
Bracquemont is een dorp en voormalige gemeente in de gemeente Petit-Caux in het Franse departement Seine-Maritime in de regio Normandië. Bracquemont telt 830 inwoners (1999). De plaats maakt deel uit van het arrondissement Dieppe.

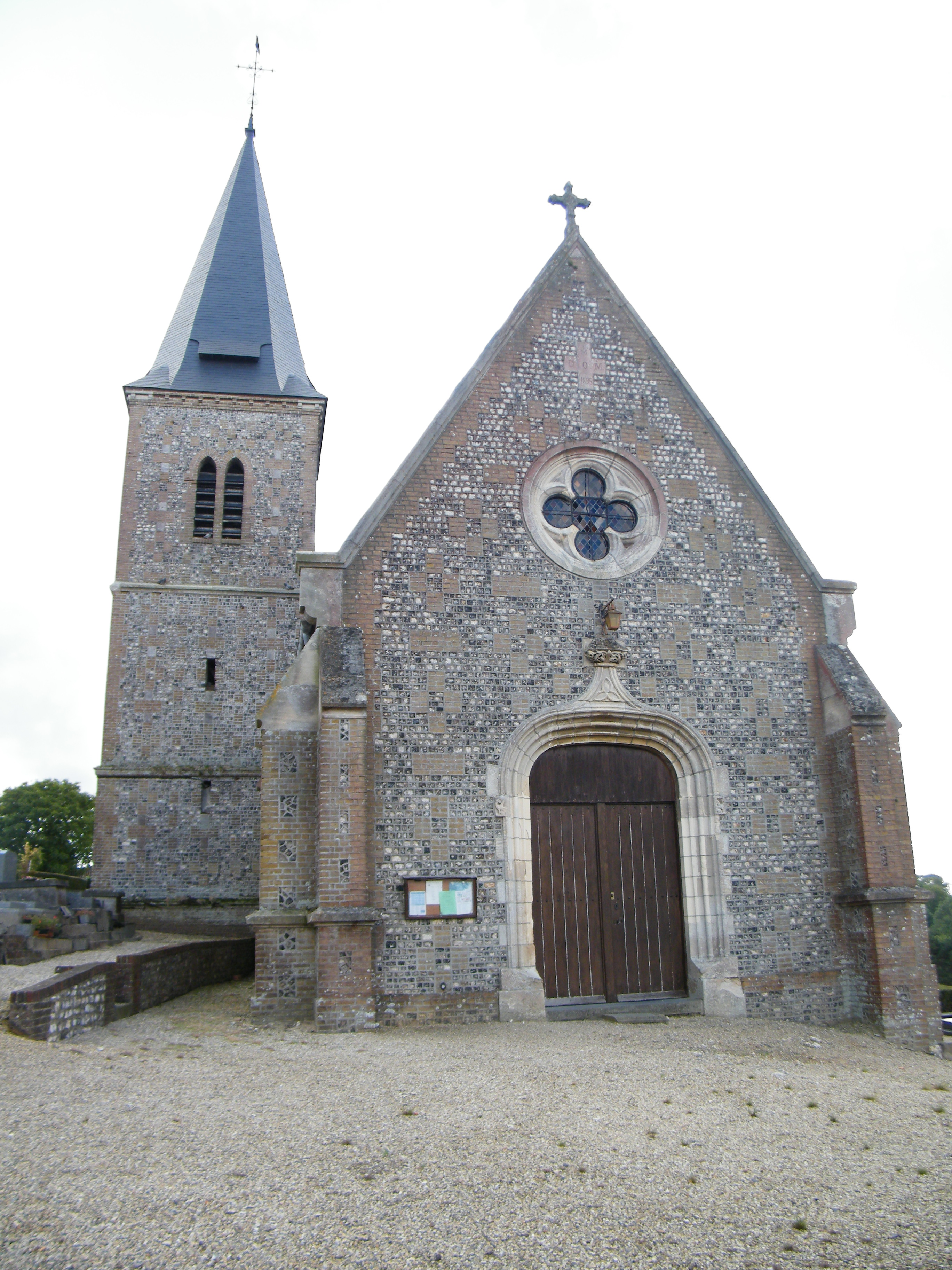
Église Notre-Dame

## Geschiedenis
Oude vermeldingen van de plaats gaan terug tot de 11de eeuw als Brachemont en Brachemontis. De 18de-eeuwse Cassinikaart toont het dorpje Bracquemont.
Op het eind van het ancien régime eind 18de eeuw, toen de gemeenten werden gecreëerd, werden Tocqueville-sur-Eu een gemeente.
Bracquemont is op 1 januari 2016 gefuseerd met de gemeenten Assigny, Auquemesnil, Belleville-sur-Mer, Berneval-le-Grand, Biville-sur-Mer,  Brunville, Derchigny, Glicourt, Gouchaupre, Greny, Guilmécourt, Intraville, Penly, Saint-Martin-en-Campagne, Saint-Quentin-au-Bosc, Tocqueville-sur-Eu en Tourville-la-Chapelle tot de commune nouvelle Petit-Caux. 

## Geografie
De oppervlakte van Bracquemont bedraagt 4,8 km², de bevolkingsdichtheid is 172,9 inwoners per km². In het westen van Bracquemont ligt op de grens met Neuville-lès-Dieppe het gehucht Puys.
De onderstaande kaart toont de ligging van Bracquemont met de belangrijkste infrastructuur en aangrenzende gemeenten.

## Bezienswaardigheden
- De Église Notre-Dame
- In het noordwesten van Bracquemont bevindt zich het Camp de César of Cité de Limes, een oppidum dat zou dateren uit de Keltische of Gallo-Romeinse periode.[2]

## Demografie
Onderstaande figuur toont het verloop van het inwonertal (bron: INSEE-tellingen).